# Kanawa Island
Kanawa Island är en ö i Indonesien.   Den ligger i provinsen Nusa Tenggara Timur, i den centrala delen av landet, 1 400 km öster om huvudstaden Jakarta. Arean är 0,31 kvadratkilometer.
Terrängen på Kanawa Island är lite kuperad. Den sträcker sig 0,7 kilometer i nord-sydlig riktning, och 0,6 kilometer i öst-västlig riktning.